# Turkish Aerospace Industries
Turkish Aerospace Industries, Inc. (TAI) (turco: Türk Havacilik ve Uzay Sanayi A.S., TUSAS) è un'azienda pubblica turca che si occupa di progettazione, sviluppo, produzione, integrazione, modernizzazione e supporto post-vendita di sistemi aerospaziali. L'azienda attuale è la fusione di Turkish Aircraft Industries e TUSAŞ Aerospace Industries avvenuta il 28 aprile 2005. Il 12 gennaio 2005 Lockheed Martin (42%) e General Electric (7%) avevano venduto le loro azioni in Turkish Aircraft Industries (creata per la co-produzione dei 240 caccia F-16 per la Turkish Air Force) a TUSAŞ.
Situato ad Ankara, lo stabilimento di produzione TAI copre un'area di 5 milioni di metri quadrati con un impianto industriale di 150.000 metri quadrati. L'azienda dispone di una moderna struttura aeronautica dotata di macchinari e attrezzature ad alta tecnologia che forniscono ampie capacità di produzione che vanno dalla produzione di parti all'assemblaggio di aeromobili, ai test di volo e alla consegna.
A partire dal 2010, Turkish Aerospace Industries impiega oltre 1500 ingegneri, di cui circa 850 sono ingegneri di ricerca e sviluppo che lavorano in progetti di ricerca militare.

## Progetti
L'esperienza di TAI include la produzione su licenza di jet General Dynamics F-16 Fighting Falcon, velivoli da trasporto leggero / pattugliamento marittimo / sorveglianza CASA / IPTN CN-235, addestratori SIAI-Marchetti SF-260, ricerca e soccorso Cougar AS-532 (SAR), ricerca e salvataggio in combattimento (CSAR) e elicotteri di utilità, nonché progettazione e sviluppo di veicoli aerei senza pilota (UAV), droni bersaglio e aerei agricoli.
Il core business di TAI comprende anche programmi di modernizzazione, modifica e integrazione dei sistemi e supporto post vendita di velivoli militari e commerciali sia ad ala fissa che rotante che sono nell'inventario della Turchia e dei suoi alleati.
L'aereo da addestramento di base Hürkuş delle industrie aerospaziali turche (TAI) ha ottenuto la certificazione del tipo di idoneità al volo, ha annunciato la società al Farnborough International Air Show 2016.

## Programmi principali
TAI ha lavorato alla co-produzione del caccia Lockheed Martin F-16 Fighting Falcon, del velivolo da trasporto CASA CN-235, dei trainer Aermacchi SF-260 e KAI KT-1 e degli elicotteri Eurocopter AS532 Cougar, nonché alla progettazione e sviluppo di aeromobili a pilotaggio remoto.

## Aeromobili prodotti

### Velivoli
- TAI Hürkuş, aeromobile turboelica per addestramento, biposto, monomotore
- TAI Hürjet, progetto di jet avanzato per addestramento
- TAI TF-X Kaan, progetto per caccia a doppio motore all-weather

### Elicotteri
- TAI/AgustaWestland T-129 ATAK
- TAI T-70, variante turca del Sikorsky S-70i
- TAI T-625

### Aeromobili a pilotaggio remoto
- TAI Aksungur MALE ISTAR
- TAI Anka-A (TIHA-A) (2013), MALE ISTAR UAV
- TAI Anka-B (TIHA-B) (2013), MALE UCAV
- TAI Anka-3 (2023), STEALTH UCAV
- TAI Baykus (2004), drone di sorveglianza tattica
- TAI Gözcü (2007), drone tattico ISTAR a corto raggio
- TAI Keklik (2001), drone bersaglio per tracciamento
- TAI Marti (2003), drone di sorveglianza
- TAI Pelikan (IHA-X2), drone tattico ISTAR
- TAI Simsek, drone bersaglio ad alta velocità
- TAI Turna (2001), drone bersaglio
- TAI UAV-X1 (1982), drone di sorveglianza

### Satelliti artificiali
- Göktürk-1, satellite di osservazione terrestre
- Göktürk-2 (lanciato 2012), satellite di osservazione terrestre
- Göktürk-3 satellite
- Türksat 6A, satellite per comunicazioni